# Spermophilus suslicus
Spermophilus suslicus là một loài động vật có vú trong họ Sóc, bộ Gặm nhấm. Loài này được Güldenstaedt mô tả năm 1770.

## Hình ảnh

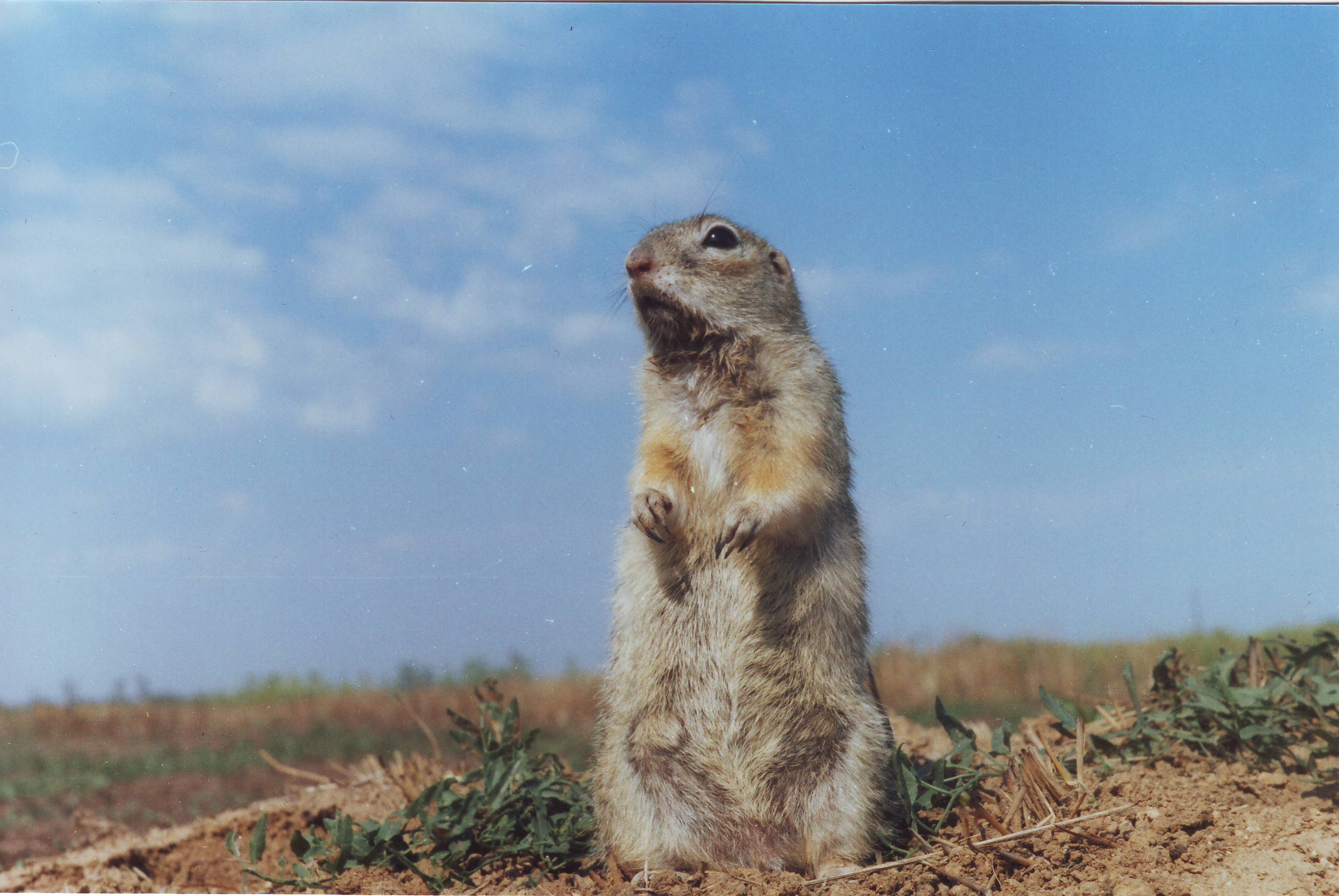
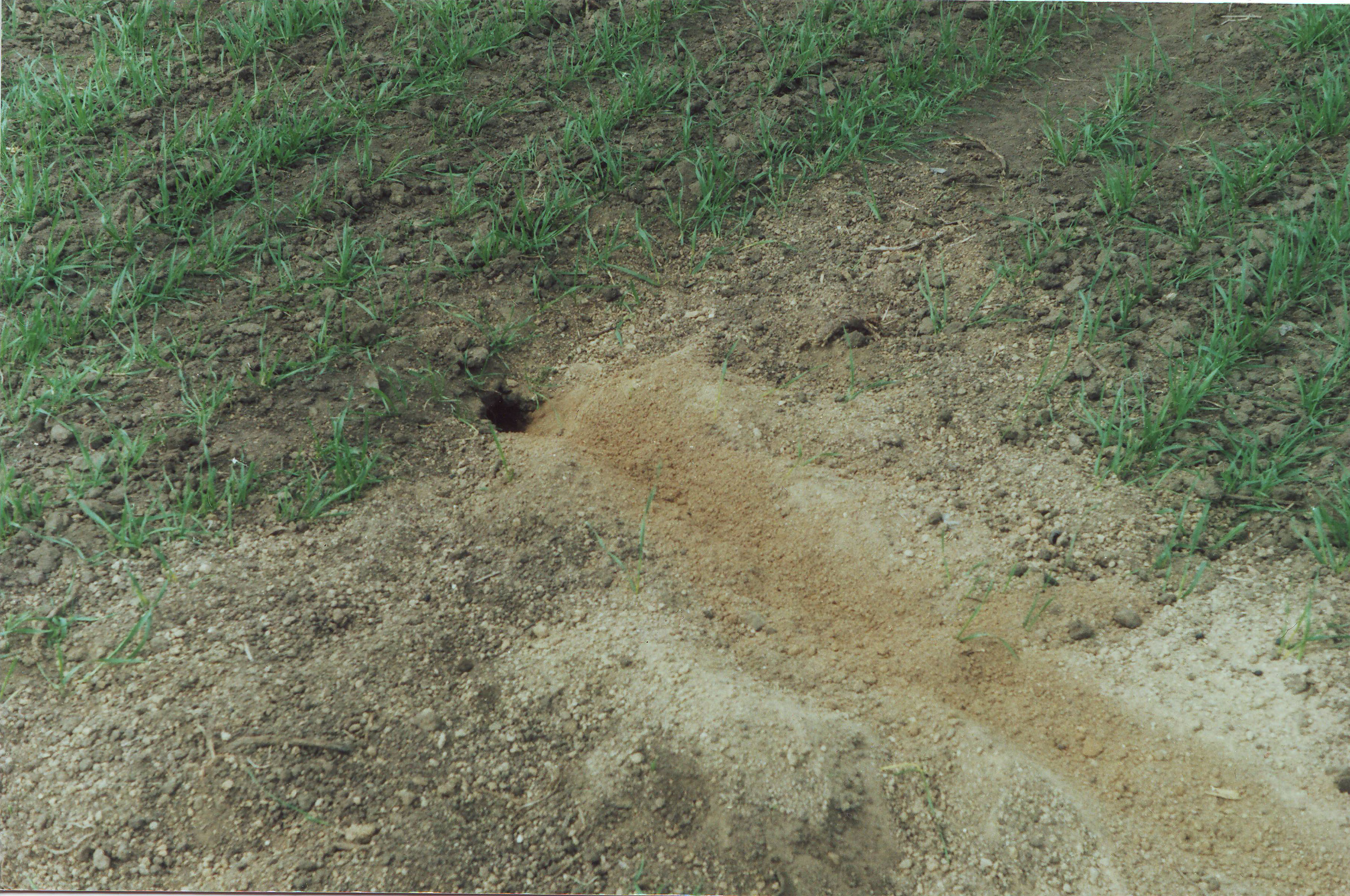
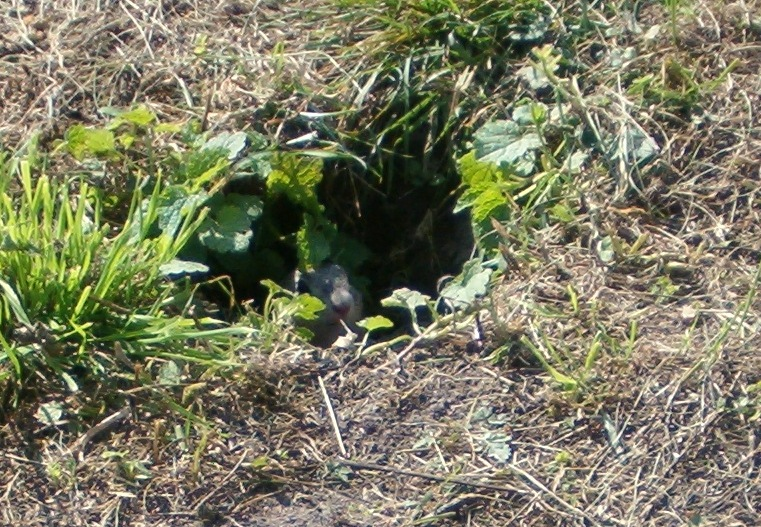
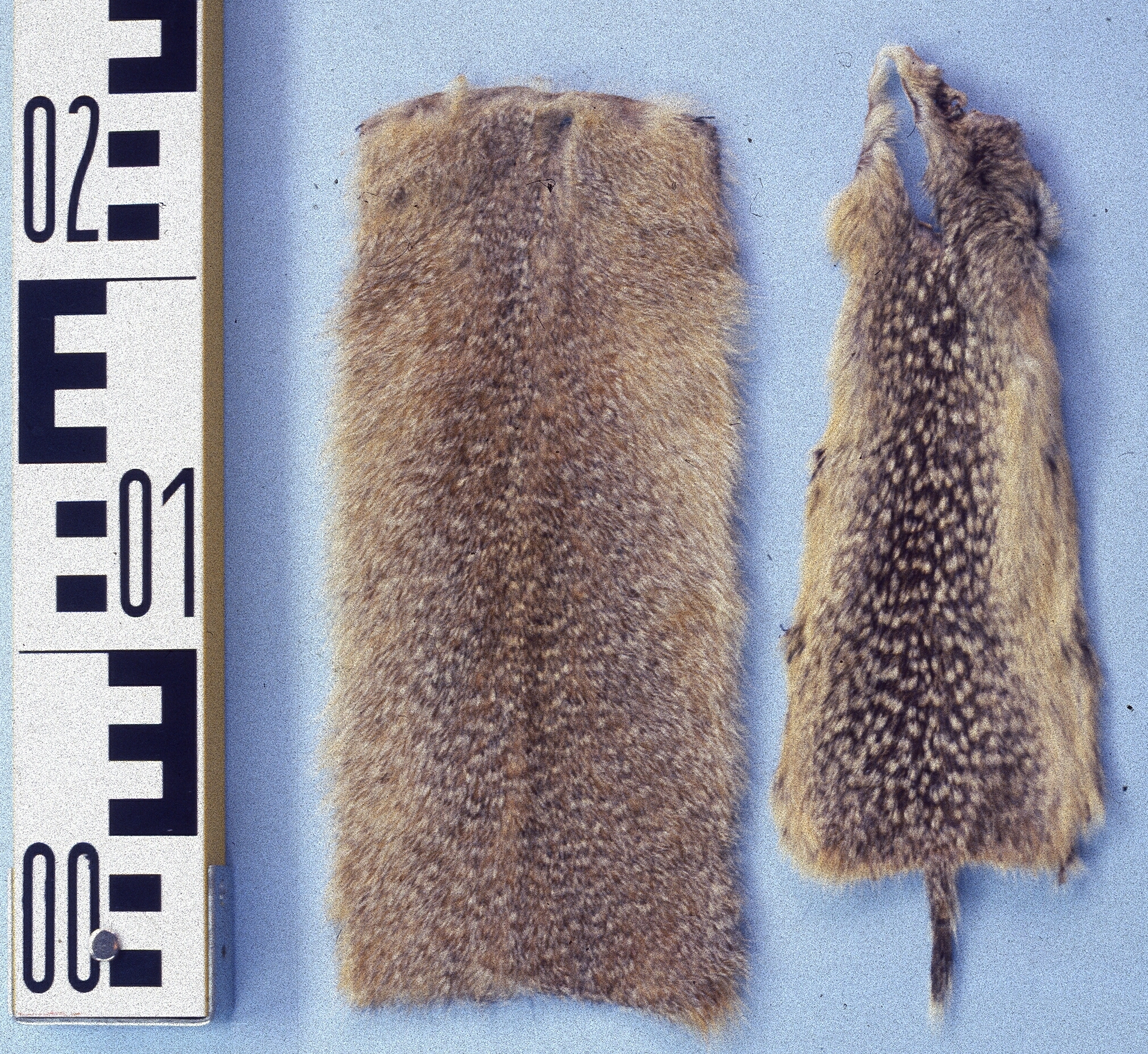